# Methanex Corporation
Methanex Corporation — канадская компания по производству метанола, имеющая 11 заводов, которые расположены в 6 странах: Канаде, Чили, Египте, Новой Зеландии, США и Тринидаде и Тобаго.
Публичная компания со штаб-квартирой в Ванкувере, которая является крупнейшим в мире производителем и поставщиком этанола на основные международные рынки. Акции Mthanex торгуются на Фондовой бирже Торонто в Канаде под торговым символом «MX» и на глобальном рынке NASDAQ в США под торговым символом «MEOH».